# Sceau de Denver

Sceau de la ville et du comté de Denver.

Le sceau de la ville et du comté de Denver (en anglais The Seal of the City and County of Denver) est le sceau officiel du gouvernement de Denver dans l'État du Colorado, aux États-Unis.

## Sceau actuel
Le sceau officiel de Denver fut imaginé par l'artiste local Henry Read en 1901. Dans un cercle se trouve un pygargue à tête blanche, symbole des États-Unis, pour rappeler que la cité est une cité indépendante des États-Unis. La clef symbolise la ville de Denver qui est la porte d'entrée des montagnes Rocheuses et qui ouvre ses portes aux visiteurs. Le dôme doré représente le capitole de l'État du Colorado, un des bâtiments symbolique de la ville de Denver. La cheminée représente une entreprise de fonderie nommée The Omaha and Grant Smelter qui met en avant l'histoire industrielle de la ville en ce qui concerne la fonte des métaux précieux découverts dans la région. La cheminée de cette entreprise, construite en 1892 fut longtemps la plus haute structure de la ville. Elle fut détruite le 26 février 1950 et remplacée par le Denver Coliseum. En arrière-plan, se trouvent les Montagnes Rocheuses ainsi que des rayons du soleil qui éclairent la ville.